# Sint-Stefanuskerk (Wijnandsrade)
De Sint-Stefanuskerk is een kerkgebouw in Wijnandsrade in de Nederlandse gemeente Beekdaelen (Zuid-Limburg). De kerk is een rijksmonument en gewijd aan de heilige Stefanus.

## Ligging
De kerk van Wijnandsrade ligt aan de weg van Hulsberg/Swier naar Nuth en staat aan de zuidzijde van het dorp bij de oude motteburcht van Wijnandsrade en het kasteel Wijnandsrade. De kerk grenst aan de west- en noordzijde aan de slotgracht van het kasteel. Aan de andere kant van de weg ligt aan de zuidoostzijde de Panhuysvijver.
Naast de kerk ligt het parochiële kerkhof.

## Geschiedenis
In 1307 wordt de parochiekerk reeds genoemd in het Statutenboek van het Concilie van Susteren. In 1559 werd de parochie toegevoegd aan het bisdom Roermond bij de vestiging der nieuwe bisdommen. Ze kwam toen onder het dekenaat Valkenburg. Tegenwoordig behoort de parochie bij het dekenaat Schinnen.
De eerste kerk werd bij de oude burcht en het kasteel Wijnandsrade vermoedelijk gesticht door de familie Maschereil, ridders van de heerlijkheid Wijnandsrade. In de 15e eeuw werd hier een (nieuwe) kerk gebouwd. Van deze kerk resteert nog het koor.
In 1750 vond men de kerk te klein en was deze bouwvallig geworden. Baron von dem Bongart bood toen aan om de kerk te vergroten en te herstellen op zijn kosten en de gemeentenaren zouden dan de karrendiensten en handdiensten verlenen bij de bouw van de kerk. Ook de toren werd daarbij afgebroken en vervolgens geheel nieuw opgebouwd met grotere afmetingen. In 1753 kwam de kerk gereed.
In 1943 werden de toren en een groot gedeelte van het schip verwoest door een tijdbom, die was gelost door een Brits oorlogsvliegtuig dat boven Wijnandsrade in moeilijkheden was gekomen. De tijdbom kwam in de toren terecht op vijdagavond 26 februari en ontplofte in de vroege zondagmorgen 28 februari. De toren zakte geheel in. Tussen inslag en ontploffing hadden inwoners de belangrijkste inventaris weten te evacueren. Twee van de drie kerkklokken bleven intact en werden voor de bezetters verborgen door ze in de vijver droppen. Een van de klokken is van Jacob van Venrade (Venray) uit 1519; de andere van F. Gaulard uit 1847.
Na de Tweede Wereldoorlog in 1945-1947 heeft men de kerk gerestaureerd en een nieuwe toren gebouwd. Het schip werd uitgebreid met twee traveeën en de nieuwe toren werd geplaatst op grond, die werd gewonnen door een deel van de vijver te dempen. In 1954 werd een derde luidklok aangeschaft bij de Fa. Petit & Fritsen te Aarle Rixtel.

## Exterieur
Het kerkgebouw bestaat uit een westtoren, een breed eenbeukig schip, een relatief smal koor en een vijfhoekige apsis. Tegen de oostzijde van het koor bevindt zich onder een afdakje een calvariekruis. Boven de sacristie aan de zuidzijde van de kerk bevindt zich het wapenschild van Von dem Bongart en het jaartal (1568). Aan de noordzijde van de toren bevindt zich een jaarsteen met het jaartal 1750. Deze sluitsteen kwam uit de omlijsting van de vroegere buitendeur.

## Interieur
In de kerk bevinden zich een 16e-eeuws stenen grafkruis en een grafzerk uit 1519. Tegen de noordwand van het koor staat een gebeeldhouwde grafzerk van donkere Naamse steen uit ca. 1631, waarop Freiherr Wilhelm von dem Bongart in ridderharnas, staande in een nis, is uitgebeeld. De grafzerk meet 135 x 250 cm en toont, behalve de beeltenis van de overledene, de adellijke titels en de zestien kwartierstaten van de ridder. Wilhelm van den Bongart, zoon van Werner Von dem Bongart, sneuvelde op 37-jarige leeftijd tijdens de Slag bij Breitenfeld in de Dertigjarige Oorlog. In het koor bevindt zich verder een 18e-eeuwse herenbank.
De meeste gebrandschilderde ramen zijn afkomstig van het Roermondse glasatelier F. Nicolas. De kerk bezit een rijkgebeeldhouwde eikenhouten kansel uit 1806. Het oorspronkelijke orgel van Pereboom & Leijser ging in 1943 verloren en werd vervangen door een modern instrument.

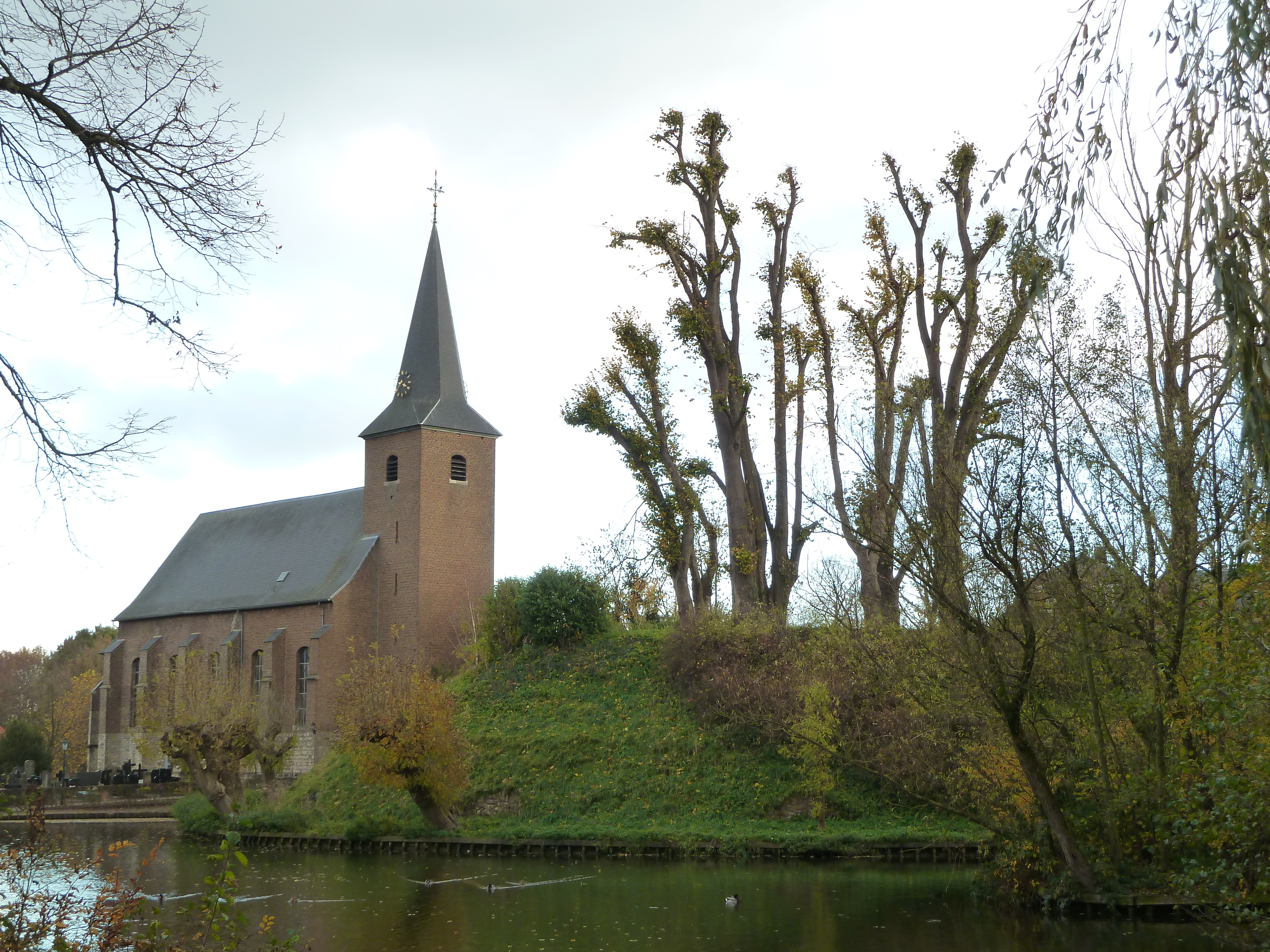
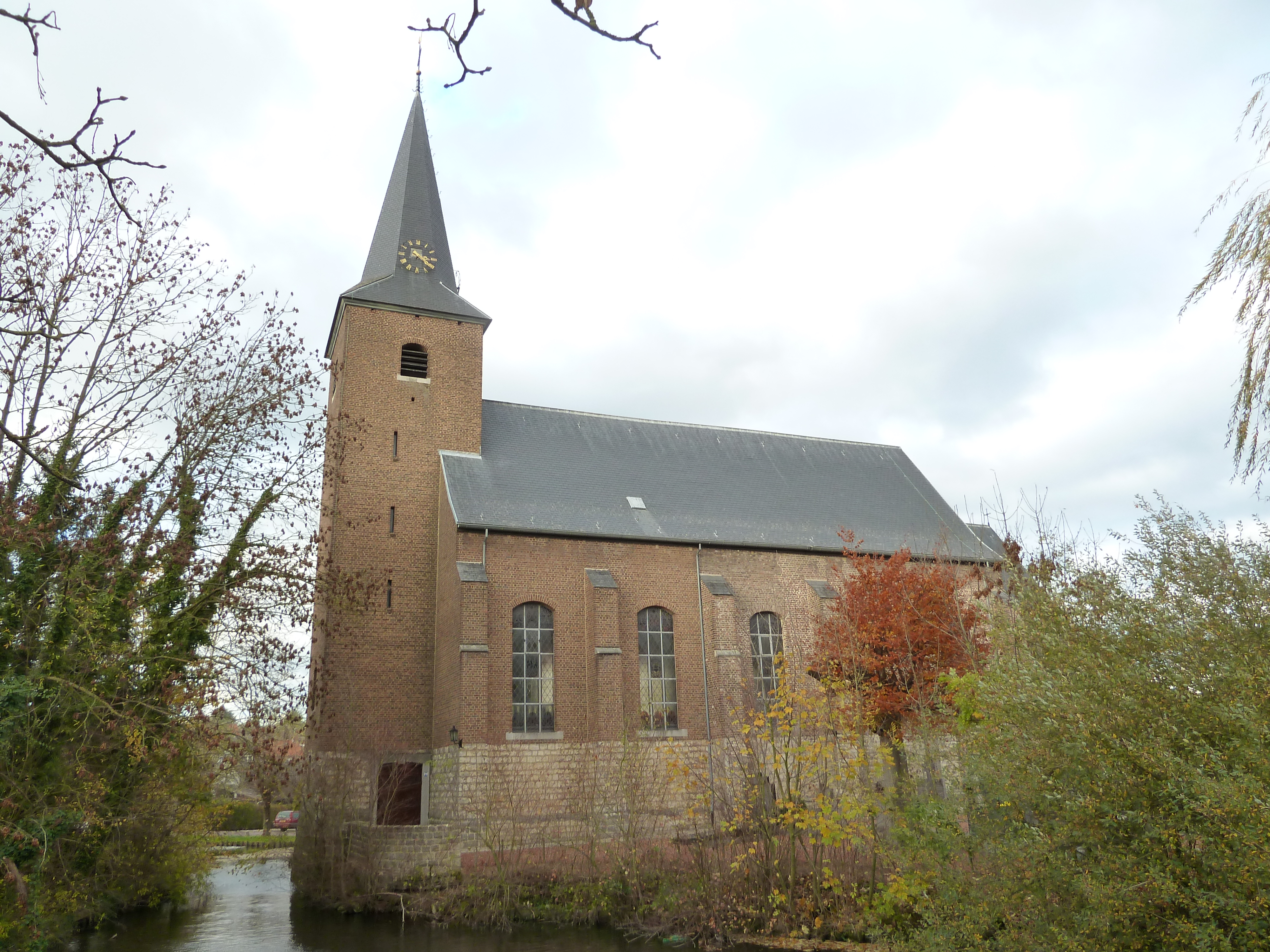
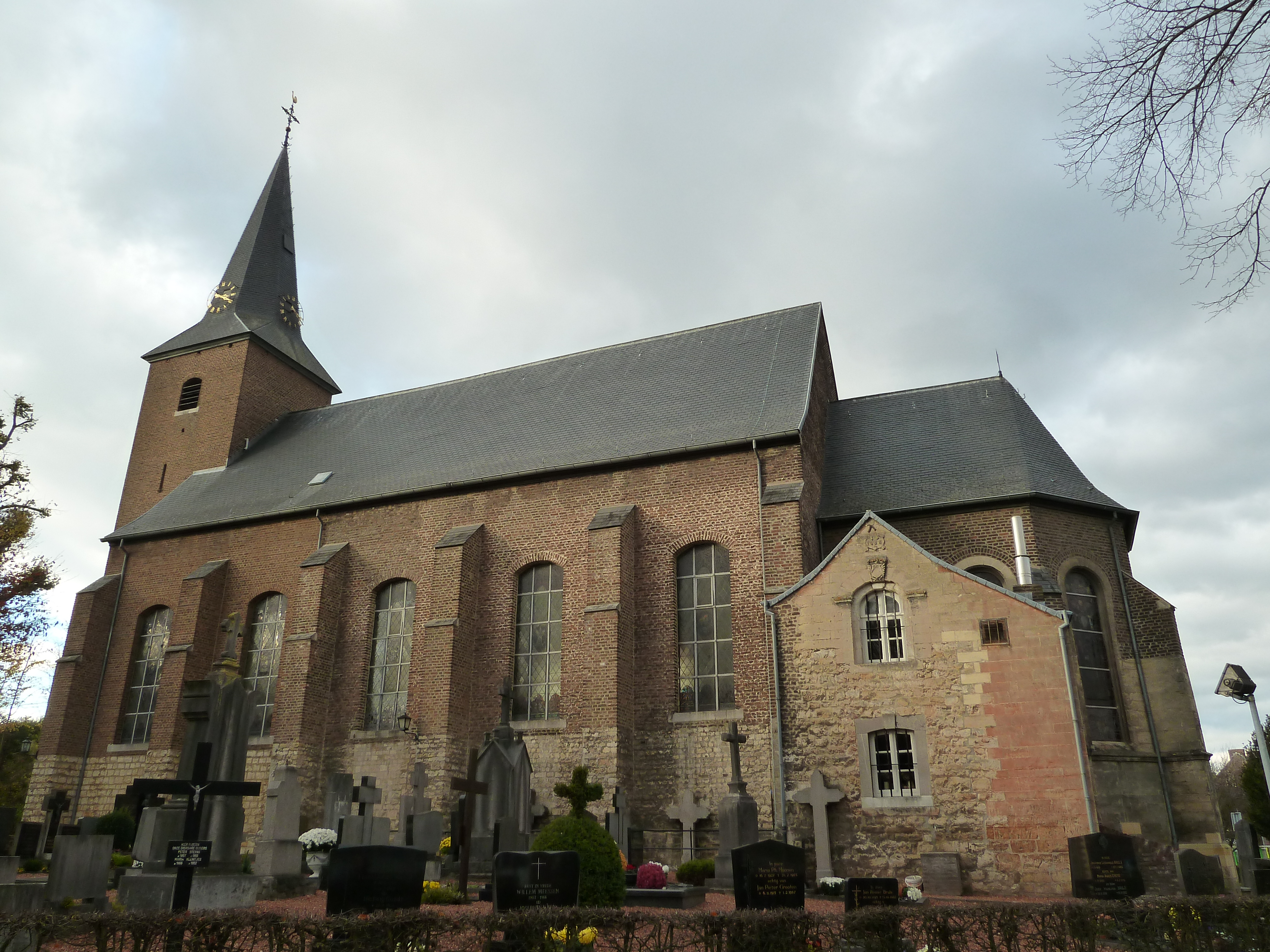
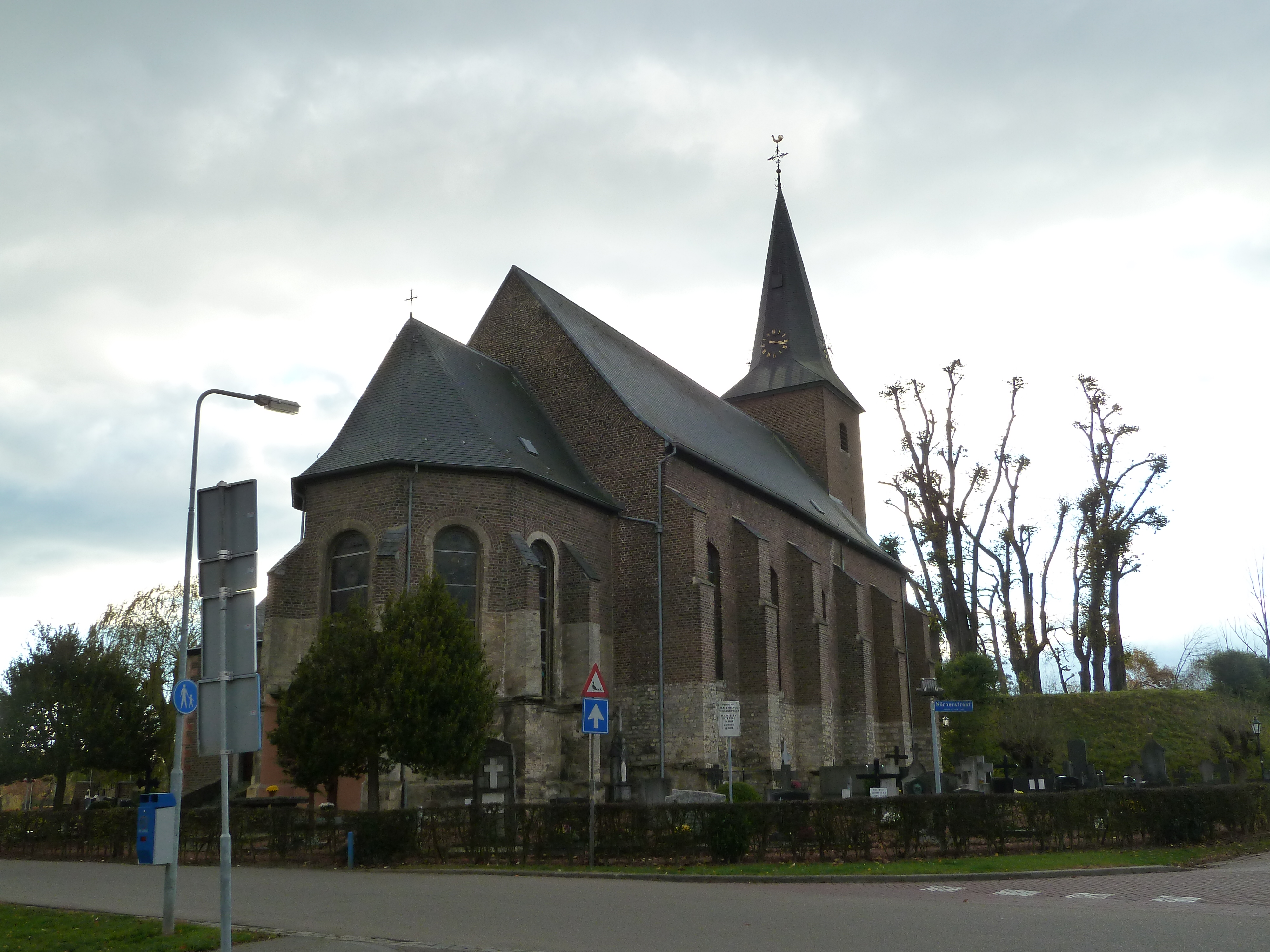